# Оксфордские провизии
Оксфордские постановления (англ. Provisions of Oxford) — попытка ограничить королевскую власть в Англии при Генрихе III.

## История
11 июня 1258 года вооружённые аристократы — прелаты, графы и около 100 баронов — собрались в Оксфорде и представили королю петицию, в которой жаловались на произвол и дурное управление. Избранный комитет из 24 лиц составил определения, принятые королём, которые и называются Оксфордскими постановлениями. Сущность их сводится к полному ограничению власти короля со стороны баронов.
Вследствие розни партий среди баронов комитет разделялся на две части: 12 лиц из совета короля и 12 баронов. Они избирали четырёх лиц (королевская часть — двух лиц из среды баронов, бароны — двух из королевской), которые в свою очередь избирали 15 королевских советников для совещания с королём о текущих административных делах. От комитета зависело назначение, на один год, верховного судьи, канцлера, управляющего казначейством и других высших должностных лиц.
Три раза в год должен был собираться Парламент по созыву короля или без его согласия. В каждом собрании должны были присутствовать избранные советники короля для рассмотрения общегосударственных вопросов. Для этой цели назначались 12 человек, как представители «общин». Эти 12 «честных людей» вместе с королевским советом должны были обсуждать в парламенте нужды короля и королевства.
Была избрана особая комиссия из 24 лиц (3 епископа, 8 графов и 13 баронов) для обсуждения дел по субсидиям. Реформа церкви была предоставлена прежнему комитету 24-х, финансовые дела — другому комитету 24-х. Король, члены совета и новые сановники клятвенно обещали соблюдать Оксфордские постановления. Они не могли, однако, оказаться прочными вследствие их олигархического характера, противоречившего традициям Англии.
В среде самого временного правительства произошли несогласия. В октябре 1259 года рыцари жаловались, что бароны заботятся только о своих выгодах. Пользуясь непопулярностью олигархического правительства, Генрих III пытался опереться на мелкое рыцарство и освободиться от Оксфордских постановлений. В 1260 году он объявил о своем нежелании исполнять Оксфордские постановления, а в июне 1261 года представил в Винчестере парламенту папскую буллу, которой освобождался от принесённой им присяги.
В 1263 году английский король и его противники из числа знати обратились к королю Франции Людовику IX с просьбой решить их спор. Его итоговым решением стало Амьенское соглашение, по которому Генрих III восстанавливал свои полномочия, а все ограничивавшие его документы (включая Оксфордские постановления) признавались не имеющими силы. Наступившая реакция опять соединила баронов: в 1263 году началась междоусобная война, и Симон Монфор вывел борьбу из узкой колеи Оксфордских постановлений на всесословную почву. В 1266 году Оксфордские постановления были отменены окончательно Кенилуэртским приговором.